# Zdelov
Zdelov är en ort i Tjeckien. Den ligger i den centrala delen av landet, 120 km öster om huvudstaden Prag. Zdelov ligger 278 meter över havet och antalet invånare är 211.
Terrängen runt Zdelov är platt. Runt Zdelov är det ganska tätbefolkat, med 120 invånare per kvadratkilometer. Närmaste större samhälle är Vysoké Mýto, 16,4 km söder om Zdelov. I omgivningarna runt Zdelov växer i huvudsak blandskog.